# Oració de Pau
L'Oració de Pau és el primer manuscrit del còdex Jung (Còdex I) de la biblioteca de Nag Hammadi, i està escrit sobre la portada.

## Contingut
Presenta una súplica gnòstica distintiva, diferent de les oracions canòniques també atribuïdes a Pau. Els erudits l'han considerat com un escrit Valentinià I. Al manuscrit li falten aproximadament dues línies al principi.

## Text
| « | ... tu llum, ¡dona'm la teva pietat! Redemptor meu, salva'm, perquè sóc teu: el que ha sorgit de tu. ¡Ets la meva ment; porta'm! ¡Ets la meva casa de tresors; obre-la per mi! ¡Ets la meva plenitud; condueix-me a tu! Ets el meu descans; dona'm allò perfecte, inabastable! T'invoco, el que ets i que eres, en el nom sobre tot nom, per Yeshua HaMashiaj, el Senyor de senyors, el Rei dels segles; dona'm els teus dons - no te'n penediràs- a través del Fill de l'home, l'Esperit, el Paràclit de la veritat. Dona'm l'autoritat quan te la demani; dona'm salut pel meu cos quan te la demani pels Evangelistes, i salva la meva eterna ànima lluminosa i el meu esperit. I el primogènit del Plèroma de la gràcia - ¡revela'l a la meva ment! Concedeix-me el que cap ull d'àngel ha vist, ni cap orella de governant ha escoltat, i el que no ha entrat en cor humà, i que arribar a ser angelical i modelat a imatge del Déu psíquic, quan fou format en el principi, doncs tinc fe i esperança. I posa sobre mi el teu Estimat, l'Escollit, i la Grandesa venturosa, el Primogènit, el Primer existent, i el meravellós Misteri de la teva casa; perquè teu és el poder i la glòria i la lloança i la grandesa per sempre. Amén. Oració del Rab Shaul. Shalom. Mashiaj sigueu beneit. | » |